# کانگورو (فیلم ۲۰۱۵)
«کانگورو» (انگلیسی: Kangaroo (2015 film)) یک فیلم است.